# المجمع المغلق أبريل 1555
المجمع المغلق أبريل 1555 هو المجمع الموكول بانتخاب بابا الكنيسة الكاثوليكية الجديد بعد استقالة البابا. انعقد مجمع الكرادلة لانتخاب البابا الجديد بدءًا من
5 أبريل 1555 وانتهى في 9 أبريل 1555. انتُخبَ مارسيلوس الثاني ليكون البابا الجديد للكنيسة.
عُقدَ المجمع في الفاتيكان في 1555.